# Мерленбах
Мерленбах (њем. Mörlenbach) општина је у њемачкој савезној држави Хесен. Једно је од 22 општинска средишта округа Бергштрасе. Према процјени из 2010. у општини је живјело 10.368 становника. Посједује регионалну шифру (AGS) 6431017.

## Географски и демографски подаци
Мерленбах се налази у савезној држави Хесен у округу Бергштрасе. Општина се налази на надморској висини од 160 метара. Површина општине износи 27,2 km². У самом мјесту је, према процјени из 2010. године, живјело 10.368 становника. Просјечна густина становништва износи 381 становника/km².